# Benzofenone sintasi
La benzofenone sintasi è un enzima appartenente alla classe delle transferasi, che catalizza la seguente reazione:
3 malonil-CoA + 3-idrossibenzoil-CoA ⇄ 4 CoA + 2,3',4,6-tetraidrossibenzofenone + 3 CO2
L'enzima è coinvolto nella biosintesi degli xantoni delle piante. Il benzoil-CoA  può rimpiazzare il 3-idrossibenzoil-CoA.